# 谢里西 (加来海峡省)
谢里西（法語：Chérisy，法語發音：[ʃeʁizi]）是法国上法蘭西大區加来海峡省的一个市镇，属于阿拉斯区。

## 地理
谢里西（50°14'3"N, 2°54'43"E）面积6.29 平方千米，位于法国上法蘭西大區加来海峡省，该省份为法国北部沿海省份，西北濒北海，南至索姆省，东临北部省。
与谢里西接壤的市镇（或旧市镇、城区）包括：阿图瓦地区维斯、方丹莱克鲁瓦西耶、盖马普、昂德库尔-莱卡尼库尔、埃尼内勒。

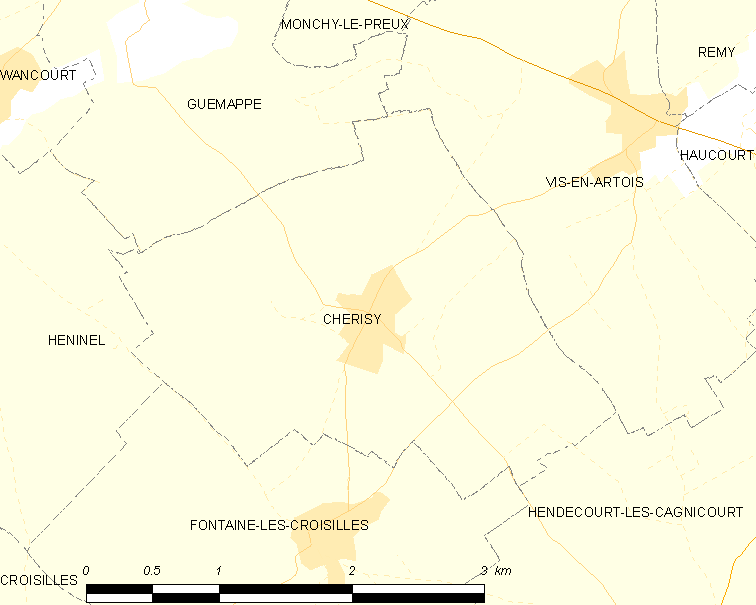
的OSM定位图

谢里西的时区为UTC+01:00、UTC+02:00（夏令时）。

## 行政
谢里西的邮政编码为62128，INSEE市镇编码为62223。

## 政治
谢里西所属的省级选区为巴波姆县。

## 人口

1962-2008年间人口变化图示

谢里西于2022年1月1日时的人口数量为291人。